# Talsperre Angostura (Costa Rica)
Die Talsperre Angostura (spanisch Represa Angostura) ist eine Talsperre mit Wasserkraftwerk in der Provinz Cartago, Costa Rica. Sie staut den Reventazón zu einem kleinen Stausee. Die Kleinstadt Turrialba befindet sich ungefähr 4 km nordwestlich der Talsperre. Die Talsperre Cachí liegt ca. 18 km flussaufwärts.
Mit dem Bau der Talsperre und des zugehörigen Kraftwerks wurde 1994 begonnen. Das Kraftwerk ging im Dezember 2000 in Betrieb. Es ist im Besitz des Instituto Costarricense de Electricidad (ICE) und wird auch von ICE betrieben.

## Absperrbauwerk
Das Absperrbauwerk besteht aus einem Steinschüttdamm mit einer Höhe von 36 (bzw. 38) m. Die Länge der Dammkrone beträgt 235 m. Das Volumen des Bauwerks wird mit 600.000 m³ angegeben. Der Staudamm verfügt sowohl über einen Grundablass als auch über eine Hochwasserentlastung.
Vom Staudamm wird das Wasser zunächst durch einen Tunnel (Länge 6,2 km; Durchmesser 7 m) mit einem Gefälle von 1 % und daran anschließend durch eine Druckrohrleitung zur Maschinenhalle des Kraftwerks geleitet.

## Stausee
Beim maximalen Stauziel von 577 m über dem Meeresspiegel erstreckt sich der Stausee über eine Fläche von rund 2,56 km² und fasst 17 Mio. m³ Wasser; davon können 11 Mio. m³ zur Stromerzeugung genutzt werden. Das Stauziel kann für die Stromerzeugung bis auf 570 m abgesenkt werden. Die Länge des Stausees liegt bei 2 km.
Da der Stausee durch Sedimentation innerhalb von 20 Jahren verlanden würde, muss er im Durchschnitt zweimal im Jahr vollständig abgelassen werden. Dazu wird der Grundablass geöffnet, wodurch sich der Stausee leert. Dies dauert etwa 23 Stunden. Bei einer Leerung im Jahr 2012 wurden die Sedimente, die durch den Grundablass ausgespült wurden, auf 517.300 Tonnen geschätzt.

## Kraftwerk
Das Kraftwerk Angostura (spanisch Planta Hidroeléctrica Angostura) verfügt über eine installierte Leistung von 177 (bzw. 180, 210 oder 220) MW. Die Jahreserzeugung lag 2016 bei 674,3 Mio. kWh. Das Kraftwerk dient zur Abdeckung der täglichen Lastspitze. Der Durchfluss liegt bei 160 m³/s.
Die drei Francis-Turbinen sowie sonstige Kraftwerksausrüstung wurden von Voest-Alpine MCE geliefert. Der Auftragswert lag bei 140 Mio. ATS.

## Sonstiges
Die Gesamtkosten des Projekts werden mit 270 (bzw. 350) Mio. USD angegeben. 